# Ludowo-Demokratyczna Partia Bhutanu
Ludowo-Demokratyczna Partia Bhutanu (dzong:མི་སེར་དམངས་གཙོའི་ཚོགས་པ་; PDP) – jest jedną z czterech zarejestrowanych partii w Bhutanie. Została założona 24 marca 2007 roku, a zarejestrowana 1 września 2007 roku. Jej założycielem i pierwszym liderem był Sangay Ngedup. Obecnym liderem jest Tshering Tobgay. W wyniku wyborów z 2013 roku partia została największym ugrupowaniem w Zgromadzeniu Narodowym i utworzyła rząd, który funkcjonował do 2018 roku.

## Wybory do Zgromadzenia Narodowego
Partia PDP brała udział w wyborach do Zgromadzenia Narodowego w 2008 roku, w 2013 roku i w 2018 roku.

### Wybory do Zgromadzenia Narodowego w 2008 roku
W wyborach parlamentarnych w 2008 roku partia PDP zdobyła 32,96% głosów, co pozwoliło jej zdobyć 2 mandaty z 47. Partia znalazła się w opozycji do obozu rządzącego (Druk Phuensum Tshogpa).

### Wybory do Zgromadzenia Narodowego w 2013 roku
W pierwszej rundzie w wyborach parlamentarnych w 2013 roku, partia PDP zdobyła 68,650 głosów (32,53%) i zajęła drugie miejsce, co umożliwiło jej udział w drugiej rundzie. 
W drugiej rundzie partia uzyskała 138,760 głosów (54,88%), dzięki czemu uzyskała 32 mandaty z 47. Pozwoliło jej to utworzyć rząd.
27 lipca 2013 roku Premierem został Tshering Tobgay.

### Wybory do Zgromadzenia Narodowego w 2018 roku
W pierwszej rundzie w wyborach parlamentarnych w 2018 roku, partia PDP zdobyła 79,883 głosy (27,44%) i zajęła trzecie miejsce, co wykluczyło ją z drugiej rundy.